# 제1차 대륙회의

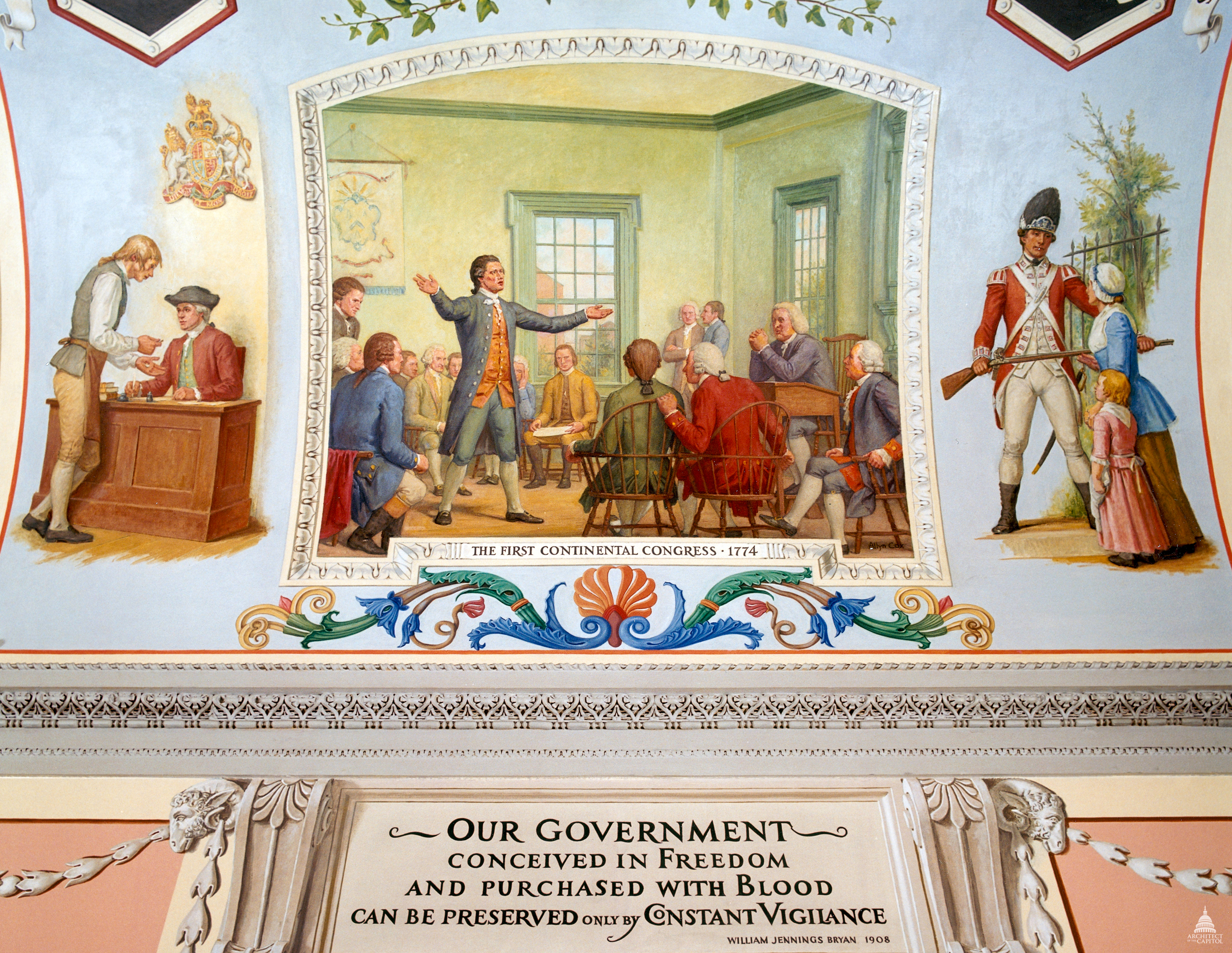

제1차 대륙회의(First Continental Congress)는 1774년 이후 미국을 이루게 될 영국령 13개 식민지 중 12개 주의 대표가 만난 회의이다. 본토에 대한 충성심이 비교적 강하던 조지아 식민지는 다음 해가 되기 전까지 참여하지 않았다.

## 배경
1773년, 동인도 회사의 파산위기로 몰려있던 영국의 대주주들은 이 문제를 해결하기 위해 런던에 창고에 있는 1700만 파운드에 달하는 차 상자를 영국의 식민지에 팔기 위해, 영국의회에서는 차 조례를 제정, 존 핸콕 등 미국 밀수업자들이 격분하여 1773년 12월 16일 밤, 존 핸콕, 새뮤얼 아담스 등 자유의 아들들 단원은 보스턴 항으로 가 7만 5000 달러어치나 되는 동인도 회사의 차를, 바다로 집어던졌다. 이를 보스턴 차 사건(Boston Tea Party)이라고 하는데, 이 사건 이후 1774년 3월 영국의회에서는 보스턴 항구 조례로 9750 파운드를 물어내지 않으면 해군으로 봉쇄하는 법을 제정하여 사태는 심각해져 조지아주를 제외한 미국의 모든 식민지가 대책을 논의하기 위해 필라델피아에서 모였다. 이 회의는 뒷날 대륙회의라는 명칭으로 미국 독립 전쟁을 이끈 단체가 된다.

## 같이 보기
- 미국 독립 혁명
- 미국 건국의 아버지